# Aglaia barbanthera
Espèce
Statut de conservation UICN

 VU A1c : Vulnérable
Aglaia barbanthera est une espèce de plantes de la famille des Meliaceae.

## Publication originale
- Nova Guinea 8: 1016. 1914.